# 黃線笛鯛
黃線笛鯛（學名：Lutjanus rufolineatus），一名紅紋笛鯛，為輻鰭魚綱鱸形目鱸亞目笛鯛科的其中一個種。

## 分布
本魚分布於印度西太平洋區，包括馬爾地夫、斯里蘭卡、印度、安達曼海、泰國、緬甸、馬來西亞、菲律賓、印尼、琉球群島、台灣、中國沿海、所羅門群島、馬里亞納群島、馬紹爾群島、諾魯、帛琉、密克羅尼西亞、斐濟群島、新喀里多尼亞、澳洲、萬納杜、吐瓦魯、東加、薩摩亞群島等海域。

## 深度
水深8至50公尺。

## 特徵
本魚體灰色，體側有數條金黃色縱帶。主鰓蓋骨下方有明顯缺刻，尾鰭截平略內凹。背鰭硬棘11枚，軟條13至14枚；臀鰭硬棘3枚，軟條8枚。體長可達20公分。

## 生態
本魚棲息在岩石海岸或珊瑚礁區，常聚集群游，以甲殼類及小魚為食。

## 經濟利用
屬於小型食用魚，肉質多水分，抹鹽後煎食。